# Museo di paleontologia Francesco Costantino Marmocchi
Il museo di paleontologia Francesco Costantino Marmocchi è un museo paleontologico situato in via Costantino Marmocchi 2 a Poggibonsi, all'interno del Palazzo Pretorio cittadino.

## Storia
Il museo è stato inaugurato il 29 novembre 1997 dal laboratorio "F.C Marmocchi" con il patrocinio dell'amministrazione comunale di Poggibonsi, un binomio ancora presente nel 2017.

## Collezioni
Il museo contiene circa 3800 reperti suddivisi in tre sezioni.

### Sezione "Evoluzione dell'uomo"
La sezione mostra le tappe più importanti dell'evoluzione umana, dai primati sino all'Homo sapiens.  
Una parte di essa espone i calchi dei teschi di ominidi e pre-ominidi, organizzati secondo la teoria del cespuglio evolutivo, mentre una zona specifica è dedicata alle copie dello scheletro dell'Australopithecus afarensis denominato Lucy e di una semisepoltura di un Homo neanderthalensis.
Nella sezione, inoltre, è possibile osservare le ricostruzioni di utensili ed armi in pietra e osso, mentre attraverso alcuni pannelli informativi sono descritte le fasi della lavorazione della pietra.

### Sezione "Paleontologia"
La sezione di paleontologia acquisisce, studia ed espone reperti fossili.
Nella prima parte del settore è presente un pannello esplicativo dell'evoluzione da un punto di vista generale, gli fa seguito una serie di plastici che evidenziano l'evoluzione avuta dalla Valdelsa negli ultimi dieci milioni di anni, nonché tre espositori riportanti la classificazione di rocce, molluschi e travertini.
In seguito è possibile osservare reperti fossili ritrovati nelle zone limitrofe al territorio della città di Poggibonsi, ma anche due teche a protezione dei resti di alcune balenottere.
Per finire ci sono reperti che testimoniano il Miocene,il Pliocene ed il Pleistocene nel mondo con fossili provenienti da Italia, Giappone, America, Francia, ecc. 

### Sezione "Storia locale"
Questa sezione ospita la riproduzione di una tomba a pozzetto a grandezza naturale del periodo dell'Età del rame, ritrovata durante gli anni '70 presso il Cucule, contenente i resti di due adulti ed un bambino accompagnati dal corredo di sepoltura.
Sono inoltre presenti alcuni reperti (fibbie, ceramiche, oggetti di uso quotidiano...) rinvenuti durante gli scavi presso l'antico territorio della città medievale di Poggio Bonizio, l'attuale Poggibonsi. C'è un grande plastico in scala 1:500 del centro di Poggibonsi durante il XIV e il XV secolo evidenziante l'andamento della cinta muraria e delle porte di accesso in relazione alla situazione attuale della città.
È possibile trovare anche un diorama della porta di Santa Maria.

## Accessibilità
Il Museo è aperto su richiesta ed in particolare nei giorni festivi dalle 16:00 alle 19:00, nonché durante eventi e manifestazioni nel centro storico della città.
L’ingresso è libero.